# SC Rot-Weiß Oberhausen-Rhld. 1904
SC Rot-Weiß Oberhausen-Rhld. 1904 e.V. é uma agremiação alemã, fundada a 18 de dezembro de 1904, e sediada em Oberhausen, na Renânia do Norte-Vestfália. Milita na 3. Fußball-Liga, a terceira divisão do futebol alemão.

## História
Foi criada com o nome de Oberhausener SV, nascido da fusão entre Emschertaler SV (1902) e Oberhausener TV 1873.
A equipe ainda se uniu ao Viktoria Styrum BV, para formar o SpVgg 1904 Oberhausen-Styrum, mas após cerca de seis meses, uma parte dos sócios criou o 1.FC Mülheim-Styrum. Os remanescentes deram ao clube, em 1934, a denominação atual.
Com a reorganização do futebol alemão por parte do Regime Nazista, o Rot-Weiss passou a jogar a Gauliga Niederrhein, uma das dezesseis máximas divisões do campeonato na época. O clube não passou de fase em nenhuma ocasião por conta do poderio do Fortuna Düsseldorf. Terminada a Segunda Guerra Mundial, passou a atuar na Oberliga West.
Com a criação da Bundesliga, em 1963, a equipe branca e vermelha foi relegada à Regionalliga (II). Em 1969, conquistou a promoção à máxima série. Permaneceu na elite do futebol alemão até o Campeonato da Alemanha Ocidental na temporada 1972-1973, colhendo como melhor resultado um décimo-quarto lugar na temporada 1969-1970.
Os problemas financeiros, os quais vieram à gala, em 1988, cortaram a licença profissional da companhia, que passou a atuar na Verbandsliga Niederrhein (IV). Após uma década jogada entre a terceira e a quarta divisão, retornou à segunda após vencer a Regionalliga West/Südwest, em 1998. Permaneceu na série até 2005 para cair novamente para a Regionalliga, e depois, após somente um ano, à Oberliga (IV). Após somente um ano na quarta divisão, a sociedade foi promovida à Regionalliga, e, após a subida de 2008, militou na segunda divisão do futebol alemão até cair para a terceira série, na qual atualmente se encontra, após ter sido rebaixada na temporada 2010-2011 ao ficar na décima-sétima posição.
Caio Ribeiro teve uma passagem pelo clube de apenas 3 meses.

## Títulos
- Niederrhein: 1946, 1947;
- Westdeutscher Pokalsieger: 1950;
- Regionalliga West: 1969;
- Promovido à Bundesliga: 1969;
- Promovido à  2. Bundesliga: 1979, 1983, 1998, 2008;
- Oberliga Nordrhein: 1979, 1983, 1995, 2007;
- Regionalliga West/Südwest: 1998;
- Regionalliga Nord vice-campeão: 2008;
- Niederrhein Pokal: 1996, 1998;
- Semifinal da Copa da Alemanha contra o Bayern de Munique, em 1999;
- Campeão de outono da 2. Liga: 2003;
- Promoção para a Regionalliga Nord: 2007;

## Cronologia recente
| Temporada | Divisão                 | Posição |
| 1995–96   | Regionalliga (III)      | 8°      |
| 1996–97   | Regionalliga            | 2°      |
| 1997–98   | Regionalliga            | 1°      |
| 1998–99   | 2. Bundesliga (II)      | 12°     |
| 1999–2000 | 2. Bundesliga           | 6°      |
| 2000–01   | 2. Bundesliga           | 12°     |
| 2001–02   | 2. Bundesliga           | 12°     |
| 2002–03   | 2. Bundesliga           | 14°     |
| 2003–04   | 2. Bundesliga           | 5°      |
| 2004–05   | 2. Bundesliga           | 16° ↓   |
| 2005–06   | Regionalliga Nord (III) | 17° ↓   |
| 2006–07   | Oberliga Nordrhein (IV) | 1° ↑    |
| 2007–08   | Regionalliga Nord (III) | 2° ↑    |
| 2008–09   | 2. Bundesliga (II)      | 9°      |
| 2009–10   | 2. Bundesliga           | 14°     |
| 2010–11   | 2. Bundesliga           | 17° ↓   |
| 2011–12   | 3° Liga (III)           | 19° ↓   |
| 2012–13   | Regionalliga West (IV)  | 8°      |
| 2013–14   | Regionalliga West       | 3°      |
| 2014–15   | Regionalliga West       | 4°      |
| 2015–16   | Regionalliga West       | 5°      |
| 2016–17   | Regionalliga West       | 4°      |
| 2017–18   | Regionalliga West       |         |